# Roger Bannister
Sir Roger Gilbert Bannister CH CBE FRCP (23 tháng 3 năm 1929 - 3 tháng 3 năm 2018) là một vận động viên chạy cự ly trung bình và nhà thần kinh học người Anh, người đầu tiên đã chạy 1 dặm dưới 4 phút.
Tại Thế vận hội năm 1952 ở Helsinki, Bannister lập kỷ lục toàn Anh ở cự ly 1500 mét và về đích ở vị trí thứ tư. Thành tích này đã củng cố thêm quyết tâm của ông để trở thành vận động viên đầu tiên hoàn thành quãng đường chạy một dặm trong thời gian dưới 4 phút. Ông đã hoàn thành kỳ tích này vào ngày 6 tháng 5 năm 1954 tại đường đua Iffley Road ở Oxford, với Chris Chataway và Chris Brasher chạy cùng để tạo nhịp độ. Khi phát thanh viên, Norris McWhirter, tuyên bố "Thời gian là ba...", tiếng reo hò của đám đông đã át đi thời gian chạy chính xác của Bannister là 3 phút 59,4 giây. Bannister đã đạt được kỷ lục này với tập luyện ở mức tối thiểu, trong khi hành nghề với tư cách là một bác sĩ cơ sở. Kỷ lục này của ông chỉ tồn tại trong 46 ngày.
Bannister tiếp tục trở thành một nhà thần kinh học và Thạc sĩ thuộc Đại học Pembroke, Oxford, trước khi nghỉ hưu vào năm 1993. Là Thạc sĩ của Pembroke, ông thuộc cơ quan quản lý của Trường Abingdon từ năm 1986 đến năm 1993. Khi được hỏi liệu chạy 1 dặm mất 4 phút có phải là thành tích đáng tự hào nhất của ông hay không, Bannister nói rằng ông cảm thấy tự hào hơn về đóng góp của mình cho ngành y học thông qua nghiên cứu về các phản ứng của hệ thần kinh. Bannister là người bảo trợ của MSA Trust. Ông được chẩn đoán mắc bệnh Parkinson vào năm 2011 và qua đời năm 2018.

## Tuổi thơ
Bannister sinh ngày 23 tháng 3 năm 1929 tại Harrow, ngoại ô London. Cha mẹ của ông, Ralph và Alice đều xuất thân từ các gia đình thuộc tầng lớp lao động ở Lancashire. Ralph chuyển đến London năm 15 tuổi để làm việc trong Bộ Công chức, và gặp Alice trong một chuyến về nhà. Họ kết hôn vào năm 1925 và có một cô con gái, Joyce, trước khi Roger được sinh ra.
Gia đình chuyển đến Bath ngay sau khi Thế chiến thứ hai bùng nổ, và Roger tiếp tục việc học của mình tại Trường nam sinh của thành phố Bath. Tại đây, ông đã phát hiện ra tài năng chạy việt dã, và giành cúp việt dã cấp cơ sở ba lần liên tiếp, dẫn đến việc ông được trao tặng một bản sao thu nhỏ của chiếc cúp này.
Trong một cuộc tập kích bằng bom vào Bath, ngôi nhà của gia đình đã bị hư hại nghiêm trọng khi những người trong nhà Bannister trú ẩn dưới tầng hầm.
Năm 1944, gia đình quay trở lại London và Roger theo học tại trường University College. Bannister được nhận vào Đại học St John's, Cambridge nhưng Gia sư cấp cao Robert Howland, một cựu vận động viên ném bóng Olympic, đề nghị Bannister đợi một năm. Sau năm đó, anh nộp đơn vào trường Cao đẳng Exeter, Oxford và được chấp nhận vào học lấy bằng Y khoa trong ba năm.